# Буди-Старі
Буди-Старі (пол. Budy Stare) — село в Польщі, у гміні Ланента Кутновського повіту Лодзинського воєводства.
У 1975-1998 роках село належало до Плоцького воєводства.